# Joseph Freiherr von und zu Franckenstein
Joseph Maria Casimir Konrad Michael Benedictus Maurus Placidus Freiherr von und zu Franckenstein (* 30. September 1910 auf Schloss Traunegg (Thalheim bei Wels); † 7. Oktober 1963 in San Francisco) war ein deutsch-österreichischer  Dissident, Widerstandskämpfer gegen die Nationalsozialisten und späterer US-amerikanischer Nachrichten-Offizier.

## Leben
Franckenstein war der Enkel des Gutsbesitzers und Herrn auf Traunegg Heinrich Maria Friedrich Karl Freiherr von und zu Franckenstein (1826–1883) und der Helene Gräfin von Arco-Zinneberg (1837–1897).
Seine Eltern waren Konrad von und zu Franckenstein (1875–1938), ein Nachfahre der Habsburgs, and Anna Maria Gräfin von Esterhazy-Galantha (1886–1968).
Nach seinem Sprachstudium in St. Andrews (Schottland) von 1933 bis 1934, das er mit einem M.A. abschloss, war er zunächst Master of Language auf dem englischen Elite-Internat Eton College bis 1935. Anschließend an sein Studium der Altphilologie und der danach folgenden Promotion auf der Universität Innsbruck, verdingte er sich in den darauffolgenden wirtschaftlich schwierigen Zeiten und politischen Wirren nach dem Ersten Weltkrieg in Österreich als Gelegenheitsjournalist und Bergsteiger. Kurz nach dem „Anschluss“ 1938 begann er als entschiedener Nazigegner, gegen das Regime offen zu opponieren und das Land zu verlassen. Sein älterer Bruder Heinrich, der bereits 1934 Deutschland verlassen hatte und in die Türkei emigriert war, sowie sein Vetter Georg Albert von und zu Franckenstein unterstützten ihn dabei.
Im Herbst 1940 lernte er im französischen Megève die US-amerikanische Schriftstellerin Kay Boyle kennen, deren Kinder aus erster Ehe er als Hauslehrer unterwies. Nach der Scheidung von ihrem zweiten Mann heiratete Franckenstein 1943 Kay Boyle und hatte 2 Kinder mit ihr: Faith Carson Franckenstein Gude (1942- ) and Ian Savin Franckenstein (1943- ).
Während des Zweiten Weltkriegs meldete sich Franckenstein am Tag nach dem japanischen Angriff auf Pearl Harbor freiwillig zur U.S. Army. Er diente im 87th Mountain Regiment, Company I, wurde US-Staatsbürger und half später beim Aufbau der 10th Mountain Division. Er nahm am Aleutenfeldzug im Sommer und Herbst 1943 teil. 1944 wurde er zum Office of Strategic Services (OSS) berufen und war als Agent in Österreich zur Unterstützung des österreichischen Widerstands gegen die Nazis tätig, wobei er mit der Tiroler Gruppe unter der Leitung von Dr. Karl Gruber zusammenarbeitete. Er infiltrierte das Land in der Uniform eines deutschen Feldwebels des Reichssicherheitsdienst. Nachdem er Ende April 1945 von der Gestapo verhaftet, auf der Reichenau inhaftiert, gefoltert und zum Tode verurteilt wurde, konnte er fliehen und im Mai 1945 bei der Befreiung Innsbrucks durch die US-amerikanischen Truppen mitwirken. Er blieb bis November 1945 und half bei den Entnazifizierungen und der Einrichtung österreichischer Schulen und Gerichte.
Als Presseoffizier der Militärregierung kehrte er 1946 nach Deutschland zurück, während Kay Boyle als Auslandskorrespondentin für den The New Yorker die Aufgabe hatte, Erzählungen aus Deutschland zu schreiben. Sie weigerte sich allerdings zunächst, in Deutschland zu leben, und ging mit der Familie zunächst nach Paris, von wo aus sie zu Recherchereisen nach Deutschland fuhr. Erst im Mai 1948 übersiedelte sie mit ihren drei jüngsten Kindern zu ihrem Mann ins hessische Marburg. Ende 1948 folgte ein weiterer Umzug, diesmal nach Frankfurt am Main, wo Franckenstein Die Neue Zeitung, eine deutschsprachige Zeitung der Amerikaner, herausgab.
1953, mitten im Kalten Krieg, machte die Kommunistenhatz des US-Senators Joseph McCarthy auch vor hochdekorierten Kriegshelden keinen Halt und Franckenstein wurde von einem Untersuchungsausschuss zu Fragen der Loyalität und Sicherheit verhört. Die Anklagen blieben vage, allerdings mochten die Menschenrechtsaktivitäten und das schriftstellerische Engagement von Kay Boyle zu seiner Vorladung beigetragen haben. Er wurde in allen Anklagepunkten freigesprochen, kurz darauf jedoch entlassen und Kay Boyle die Akkreditierung durch den New Yorker entzogen.
Nach ihrer Rückkehr in die USA ließ sich die Familie in Connecticut nieder und Joseph Freiherr von und zu Franckenstein unterrichtete an der Mädchenschule Thomas School in Rowayton, Connecticut. Wie viele missliebige amerikanische Intellektuelle jener Zeit – darunter Nazi-Gegner und Exilanten wie Bertolt Brecht und Albert Einstein, aber auch US-Amerikaner wie der Schauspieler und Bürgerrechtler Paul Robeson – wurden sie in den 1950er Jahren unamerikanischer Aktivitäten verdächtigt, überwacht und boykottiert, was bei Franckenstein besonders tiefe finanzielle und persönliche Spuren hinterließ. 1960 wurde Joseph von Franckenstein Kulturattaché in Teheran, musste aber aufgrund der Folgen einer schweren Krebserkrankung 1963 in die USA zurückkehren, wo er am 7. Oktober in San Francisco starb.
Er wurde auf dem Golden Gate Nationalfriedhof mit militärischen Ehren beigesetzt.

## Nachlass
- Kay Boyle and Joseph Franckenstein correspondence, 1940–1963ID: 1/1/MSS 184Repository: Manuscripts

## Zeitungsartikel
- Die Illoyale, https://jungle.world/artikel/2012/33/die-illoyale